# دوري كرة القدم الغربي 1962–63
دوري كرة القدم الغربي 1962–63 (بالإنجليزية: 1962–63 Western Football League)‏ هو موسم من دوري كرة القدم الغربي ‏. فاز فيه نادي بريستول سيتي.